# Emma Chambers
Emma Chambers   (Doncaster, 11 de març de 1964 - Lymington, 21 de febrer de 2018) va ser una actriu anglesa. Fou coneguda pel seu paper d'Alice Tinker en la comèdia de la BBC The Vicar of Dibley i de Honey Thacker a la pel·lícula Notting Hill (1999).

## Filmografia
| Any       | Títol                   | Paper             | Notes                            |
| --------- | ----------------------- | ----------------- | -------------------------------- |
| 1988      | The Rainbow             | Margaret          | 2 episodis                       |
| 1990      | The Bill                | Marie Summers     | 2 episodis                       |
| 1994      | Martin Chuzzlewit       | Charity Pecksniff | Paper principal, 6 episodis      |
| 1994–2007 | The Vicar of Dibley     | Alice Tinker      | Paper principal, 24 episodis     |
| 1995      | The Wind in the Willows | filla de Jailer   | pel·lícula, veu                  |
| 1996      | Drop the Dead Donkey    | Carol             | Episodi: "What Are Friends For?" |
| 1996      | Pond Life               | Belle             | Sèrie                            |
| 1998–1999 | How Do You Want Me?     | Helen Yardley     | Paper principal, 11 episodis     |
| 1999      | Notting Hill            | Honey Thacker     | Pel·lícula                       |
| 2000      | Take a Girl Like You    | Martha Thompson   | sèrie de TV                      |
| 2003      | Little Robots           | Spotty            | 2 episodis                       |